# El Raval
El Raval je povijesna trgovačka četvrt u središtu Barcelone. Lučki dio četvrti poznat je i pod nadimkom Kineska četvrt (kat. Barri Xinès), zbog značajnog broja kineskih useljenika. Osim obrtničke i trgovačke povijesti, četvrt je poznata i po višenarodnosti; osim Kineza, u značajnoj mjeri El Raval nastanjuje i značajna pakistanska i filipinska manjina, dok su od Europljana najzastupljeniji Rumunji. 
Unutar četvrti nalazi se zgrada Centra za suvremenu umjetnost i Međunarodni fotografski centar Barcelone.

## Vanjske poveznice
- Ravalnet.org
- Ravalear.com  Arhivirana inačica izvorne stranice od 26. rujna 2017. (Wayback Machine) Vodič kroz El Raval